# سوسک هیتلری
سوسک هیتلری (نام علمی: Anophthalmus hitleri) نام یک گونه از سرده سوسک‌های بی‌چشم است.